# Virginio Rognoni
Pour les articles homonymes, voir Rognoni.
Virginio Rognoni (né le 5 août 1924 à Corsico et mort à Pavie le 20 septembre 2022) est un homme politique italien de la Démocratie chrétienne.

## Biographie
En novembre 1947, Virginio Rognoni obtient un diplôme en droit à l'université de Pavie. Il a également étudié à l'université Yale entre 1949 et 1950 et, après ses études, a commencé une carrière d'avocat.
Il a commencé sa carrière politique dans le gouvernement local, servant de conseiller de ville à Pavie de 1960 à 1964, et de 1964 à 1967 comme adjoint au maire (vicesindaco) et comme membre du directorat avec la responsabilité de l'urbanisme. Il est alors rentré dans la politique nationale, et a été élu député pour sept mandats consécutifs (1968-1994).
Il a été plusieurs fois ministre dans les différents gouvernements dirigés par la Démocratie chrétienne. Il fut notamment ministre de l'Intérieur de 1978 à 1983, ministre de la Justice en 1986-1987 et ministre de la Défense de 1990 à 1992. De 2002, jusqu'à sa retraite en 2006, il a été vice-président du conseil supérieur de la magistrature.